# مارك مولر (سياسي)
مارك مولر هو سياسي سويسري، ولد في 26 أغسطس 1964 في جنيف في سويسرا. نشط حزبياً في الحزب الليبرالي الراديكالي والحزب الديمقراطي الحر.

## وصلات خارجية
- الموقع الرسمي